# بيفيرلي ديفيس
بيفيرلي ديفيس (بالإنجليزية: Beverley Davis)‏ هي لاعبة غولف أمريكية، ولدت في 1957.